# Mit brennender Sorge

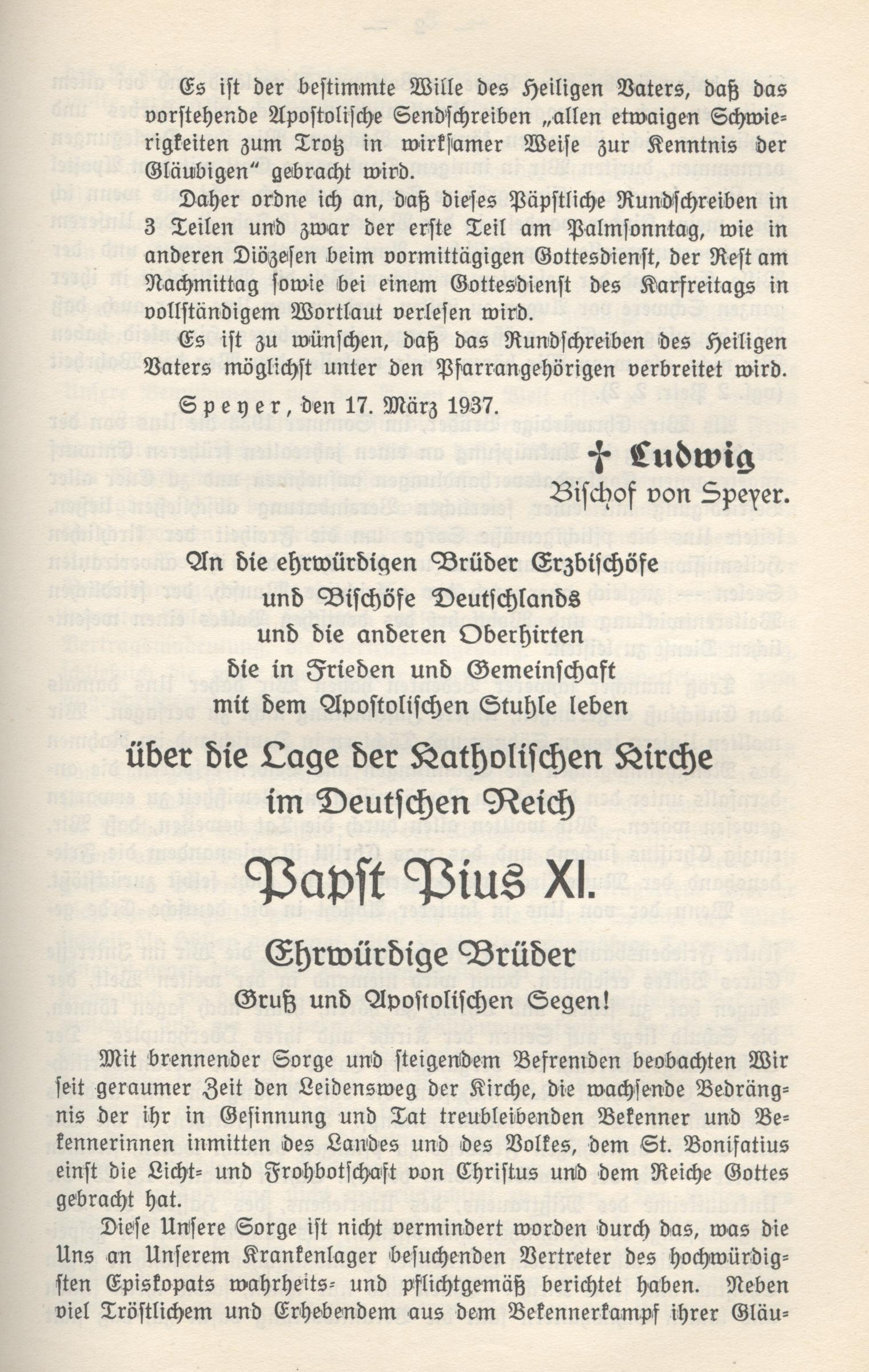
Az enciklika kiadásának címlapja

XI. Piusz pápa „Égető aggodalommal” kezdetű enciklikája (németül: Mit brennender Sorge) azon kivételes enciklikák egyike, melyek nem latinul íródtak. Német nyelven írták, és 1937. március 14-én, nagyböjt V. vasárnapján (feketevasárnap: húsvét előtti 2. vasárnap) hirdették ki a katolikus templomokban.

## Történelmi környezet
Az enciklika már közzétételekor nagy vihart kavart, mivel minden német katolikus templomban felolvasták, és egyértelművé tette a Szentszék és XI. Piusz pápa kiállását a német katolikus egyház mellett, amelyet akkor az egyházi élet minden területén egyre erőszakosabb támadások értek a hitleri államgépezet részéről. Kiemelte és nehezményezte  a vallásos oktatást ért sérelmeket, a papi hivatás és általában a hitélet gyakorlásának akadályozását. Növekvő aggodalmát fejezte ki XI. Piusz a német ifjúság antiszemita, militarista nevelésével kapcsolatban. Egyértelművé tette, hogy  az egyház tanításával élesen szemben áll az emberek közötti bárminemű, így különösen a faji alapú különbségtétel.

## Tartalma

### I. rész
A pápai körlevél I. része a Vatikán és a Harmadik Birodalom között 1933. július 20-án Pacelli bíboros (1939-től XII. Piusz pápa) és Franz von Papen alkancellár által aláírt - és ma is érvényes - konkordátumban (Reichskonkordat) foglaltakat idézi fel, és szomorúan tapasztalja, hogy „a béke fája, amelyet mi ültettünk el a legtisztább szándékkal a német földbe, nem hozta meg azokat a gyümölcsöket, amelyeket népetek érdekében kívántunk”, és „mint lett a másik oldalon a szerződés átértelmezése, megkerülése, megcsonkítása s végül többé vagy kevésbé nyilvános megsértése a cselekvés íratlan törvényévé”.
Különösen sérelmezi a körlevél a katolikus felekezeti iskolák működésének akadályozását. Komor kép tárul elénk a németországi katolikus hívők helyzetéről: „a hívek hitét a szorongattatás s a leplezett és nyílt üldözés tüze próbálja ki, amikor vallási téren egy szervezett rabszolgaság ezer formája veszi őket körül”.

### II. rész
A II. rész a tiszta Isten-hittel foglalkozik, és határozottan leszögezi: „Istenhívő nem az, aki az Isten nevét szónokilag emlegeti, hanem csak az, aki ezzel a szent névvel az igaz és méltó istenfogalmat kapcsolja össze. Aki pantheisztikus elmosódottsággal Istent a világgal egy rangra helyezi, Istent a világgá s a világot Istenné teszi, az nem istenhívő.”
A pápa világosan fogalmazott akkor is, amikor elítélte a pogány korhoz, az ún. ősvallásokhoz való visszatérést: „Aki egy állítólagos ősgermán - kereszténység előtti elgondolással a puszta személytelen sorsot a személyes Isten helyébe lépteti, tagadja az isteni Bölcsességet és Gondviselést...”.
Elítélően szól azokról, akik a fajt vagy az emberi társadalom intézményeit Isten elé vagy fölé próbálják helyezni: „Aki a fajt, a népet, vagy az államot, vagy az államformát, az államhatalom hordozóit vagy az emberi közösség egyéb alapértékeit – amelyek a földi élet keretein belül lényeges és tiszteletreméltó helyet foglalnak el – kiemeli földi értéksorrendjükből s mindennek, még a vallási értékeknek is legfőbb zsinórmértékévé teszi, s bálványimádóan isteníti, az felforgatja, és meghamisítja a dolgoknak Istentől alkotott és megszabott rendjét.” 
Továbbá: „Csak felületes szellemek eshetnek abba a tévedésbe, hogy nemzeti Istenről, nemzeti vallásról beszéljenek, csak ilyenek tehetik azt a botor kísérletet, hogy az egész világ Alkotóját, minden nép Királyát  és Törvényhozóját, akinek nagyságához képest »a nemzetek oly kicsinyek, mint a vízcsepp a vödrön« (Iz. 40, 15.), egyetlenegy nép határai közé, egyetlen faj vérségi kötelékébe akarják szorítani.”

### III. rész
A III. rész a tiszta Krisztus-hittel foglalkozik. 
Hangsúlyozza, hogy „Az Ószövetség szent könyvei teljes egészükben Isten szavai, kinyilatkoztatásának szerves részei.” Ha ez nem lenne elég, a főpap még nyomatékosabban leírja: „Aki a bibliai történelmet és az ószövetségben rejlő oktató bölcsességet száműzni akarja templomból és iskolából, Isten szavát gyalázza, a Mindenható megváltói terveit csúfolja meg, s korlátolt szűk emberi gondolkozást tesz bíróvá az isteni történelemtervezés fölött.” Azonban, az előbbieknek látszólag ellentmondva a következőket írja: „az újszövetség az ószövetség végét s felülmúlását jelenti".
Az enciklika az Újszövetségben rejlő kinyilatkoztatásról ezt írja: „A Kinyilatkoztatás Jézus Krisztus  Evangéliumában elért  magaslata végleges és örökké kötelező. E Kinyilatkoztatás nem tűr emberi kéz általi kiegészítést, sem pótlást, sem önkényes »kinyilatkoztatásokkal« való felváltását, melyet a jelen bizonyos szószólói az ún. vér és faj mítoszból akarnak levezetni.” Magyarán, az Újszövetséggel véglegesült az Isten és ember közötti „szerződéses viszony” (régies nevén: frígy), nem lesz újabb szövetség.

### IV. rész
A IV. rész az Egyházzal (értelemszerűen a római katolikus egyházzal) foglalkozik, hangsúlyozva annak egyetemes jellegét: „A Megváltó alapította Egyház egy, minden nép és nemzet számára. Boltozata alatt, amely mint az ég boltozata borul rá az egész földre, minden nép és nyelv megtalálja a maga helyét és hazáját, s elegendő teret enged azoknak a tulajdonságoknak, kiválóságoknak, feladatoknak és elhivatásoknak a kifejlesztésére, amelyeket a teremtő  és megváltó Isten ültetett az egyének és népközösségek lelkébe. ”
A Szentatya szólt a ma passzív hívőknek nevezett katolikusokról, akik úgy tartják, hogy vallásosak, de nem vesznek részt tevékenyen az egyház életében: „Most a legnagyobb komolysággal ismételjük: nem elég az, hogy valakit az Isten Egyházához számítsanak. Kell, hogy az Egyház eleven tagja is legyen – lélekben és igazságban.”
Az enciklika nem kerüli meg a megújulás, a reformok szükségességének témáját sem. Reformokra szükség van, de csak akkor, ha azok építenek, és nem teszik még rosszabbá a helyzetet. Íme az idézet: 
„Minden igazi és tartós reform végső fokon a szentségből indult ki; emberektől, akikben az Isten és az emberek szeretete lángolt, és dolgozott. Az ő nagylelkű készségükből Isten minden hívása iránt, abból az elszántságból, hogy előbb magukon valósítsák meg az Isten akaratát, következett az, hogy a hivatottak alázatával és biztosságával koruk világító oszlopai és megújítói lehettek. Ahol a reformbuzgóság nem a személyes makulátlanság tiszta méhéből születik, hanem csak egy felcsigázott újító láz kifejezése vagy kitörése, ott a reform inkább megzavarja, mint tisztázza a helyzetet, ront az építés helyett, s gyakran volt kiindulópontja olyan tévutaknak, amelyek veszélyesebbek voltak, mint azok a károk, amelyeket, hol komolyan, hol meg csak színleg, megszüntetni akartak.”
Világos üzenet azoknak, akik a katolikus egyházat támadják, és az egyházszakadást mozdították vagy mozdítanák ma is elő: Jézus Krisztus, „aki az Egyházat alapította, és a pünkösdi szél zúgásában életre hívta, nem robbantja szét annak az intézménynek alapépítményét, amelyet az üdvösségre maga alapított.”

### V. rész
Ebben a részben a Szentatya elismétli a pápai elsőbbség (primátus) elvét: „Az Egyházban való hit nem marad meg tisztán és hamisítatlanul, ha nem támasztja alá a római püspök elsőségébe vetett hit. Ugyanabban a pillanatban, amikor Péter a többi apostolt és tanítványt megelőzve megvallotta hitét Krisztusban, az élő Isten Fiában, hangzott el Péter hitének és vallomásának jutalmaként Krisztus szava Egyháza építéséről, éspedig Péteren mint kőszálon. (Máté 16, 18.)”
A pápa hangsúlyozza az egyház egységének szükségességét. Az autarchikus egyházak létrejötte nem megoldás: „Más nemzeti egyházak történelmi útja, szellemi megmerevedése, földi hatalmasságok érdekeinek való kiszolgáltatottsága és szolgasága mutatják azt a reménytelen meddőséget, amelyek áldozatává esik elkerülhetetlen szükségességgel minden szőlővessző, amely az Egyház eleven szőlőtőkéjéről letörik. ”

### VI. rész
A hatodik rész a kereszténység fogalmainak helytelen és illetéktelen használata, sőt meghamisítása ellen emel szót. Külön kiemeli a következőket: kinyilatkoztatás, hit, halhatatlanság, eredendő bűn, Krisztus keresztje, alázat, imádság, isteni kegyelem és természetfeletti kegyelmi felemeltetés.

### VII. rész
A hetedik rész az erkölcs problémáját tárgyalja.

„Minden kísérlet, amely az erkölcsi rendet a hit sziklatalapzatáról leemelni és emberi szabályok futóhomokjára átépíteni akarja, előbb-utóbb erkölcsi hanyatlásba viszi mind az egyeseket, mind a közösségeket.”

Létezhet-e erkölcs istenhit nélkül?
Íme a válasz:
„Azoknak az eszteleneknek a száma, akik ma az erkölcsiség és a vallás szétválasztására vállalkoznak, légió. Ezek nem látják, vagy nem akarják látni, hogy ha a hitvallásos, azaz világosan és pontosan körülhatárolt kereszténységet száműzik az oktatásból és a nevelésből, és mellőzik a társadalmi és nyilvános élet kialakításánál, a lelki elszegényedés és hanyatlás útjára lépnek. Sem az állam kényszerítő hatalma, sem semmiféle eszmék, ha mégoly nemesek és magasztosak is, nem képesek tartósan az Isten- és a Krisztus-hitben gyökerező végső és döntő mozgatóerőket pótolni.”
A katolikus egyház által hirdetett erkölcs alapjai:
„Isten tízparancsolatának és az Anyaszentegyház törvényeinek, - amelyek voltakép az előbbiekhez végrehajtási utasításoknak tekinthetők, az Evangélium normái szerint – lelkiismeretes megtartása a tervszerű önnevelés, az erkölcsi jellemnevelés egyedülálló iskolája minden egyes ember számára. Olyan iskola ez, amely sokat kíván, de mégsem túl sokat. A jóságos Isten, aki mint törvényhozó olyan keményen adja ki parancsát: „Tedd!” vagy „Ne tedd!”, kegyelmével megadja a képességet is törvénye teljesítéséhez.”

### VIII. rész
A természetjog elismerése
A kor végzetes vonása, hogy úgy mint az erkölcsi tanítás esetében a jogi élet és joggyakorlat alapjai is egyre jobban eltávolodnak az igazi istenhittől és kinyilvánított isteni üzenettől. Itt elsősorban az ún. természeti jogra gondolunk, melyet maga a Teremtő ujja írt az emberi szív tábláira, s melyet az egészséges, a bűn és szenvedély által el nem homályosított értelem e táblákról le tud olvasni. E természeti jog parancsai alapján lehet minden pozitív jogot, eredjen az bármely jogalkotótól, erkölcsi tartalma, s ezzel erkölcsi kényszerítő ereje és lelkiismereti kötelezettsége szerint megvizsgálni. Azok az emberi törvények, melyek a természeti törvénnyel feloldhatatlan ellentmondásban állnak, születési hibában szenvednek, melyet sem kényszerítő erő, sem a külső hatalom kiteljesedése nem orvosolhat. Ezzel a mércével kell azt az alapszabályt mérni, miszerint „A Jog az, ami a népnek használ”, amennyiben az ember elfogadja, hogy erkölcsileg megengedhetetlen sohasem szolgálhatja a nép javát

### IX. rész
Az ifjúsághoz

### X. rész
Papoknak és szerzeteseknek

### XI. rész
A hűséges világiakhoz